# Albrecht Kellner
Albrecht Kellner (* 1945 in Swakopmund, Südwestafrika, heute Namibia) ist ein Physiker und Buchautor, insbesondere zur Verbindung von Naturwissenschaft und Christentum.

## Leben
Kellner wurde 1945 in Swakopmund geboren, wo er auch aufwuchs. Von 1965 bis 1970 absolvierte er ein Physik-Studium an der Universität Göttingen. In San Diego kam er zum christlichen Glauben. Dort war er anlässlich eines Post-Graduate-Studienjahrs. Zurück in Deutschland promovierte Kellner mit einer 1975 eingereichten Dissertation an der Universität Göttingen „über ein Thema der Allgemeinen Relativitätstheorie Einsteins“. Danach arbeitete er eine Zeit lang bei Interatom. Anschließend wurde er Manager bei Astrium  Space Transportation, zum Ende war er dort stellvertretender Technischer Direktor.
Ab 2010 veröffentlicht Kellner verschiedene Bücher. Angefangen mit seiner Autobiografie Expedition zum Ursprung. Ein Physiker auf der Suche nach dem Sinn des Lebens, beschäftigen sie sich vor allem mit der Verbindung von Naturwissenschaft und christlichem Glauben. Weiterhin ist er als Referent im deutschsprachigen Raum aktiv.
Kellner lebt heute in Kirchseelte. Er ist verheiratet und hat zwei Söhne.

## Veröffentlichungen
- Expedition zum Ursprung. Ein Physiker auf der Suche nach dem Sinn des Lebens. SCM R. Brockhaus, Witten 2010, ISBN 9783417263176; überarbeitet und erweitert: fontis, Lüdenscheid 2018, ISBN 978-3038481379.
- Christsein ist keine Religion. Ein Physiker entdeckt die Antwort. SCM R.Brockhaus, Holzgerlingen 2018, ISBN 9783417268508.
- Moderne Physik und christlicher Glaube. Wie die Bibel die Wissenschaft bestätigt. SCM Hänssler, Asslar 2022, ISBN 9783775175524.
- Licht für die Welt. Menschen zum Glauben an Jesus Christus führen. mediaKern, Wesel 2022, ISBN 9783842916401.